# 華府華埠

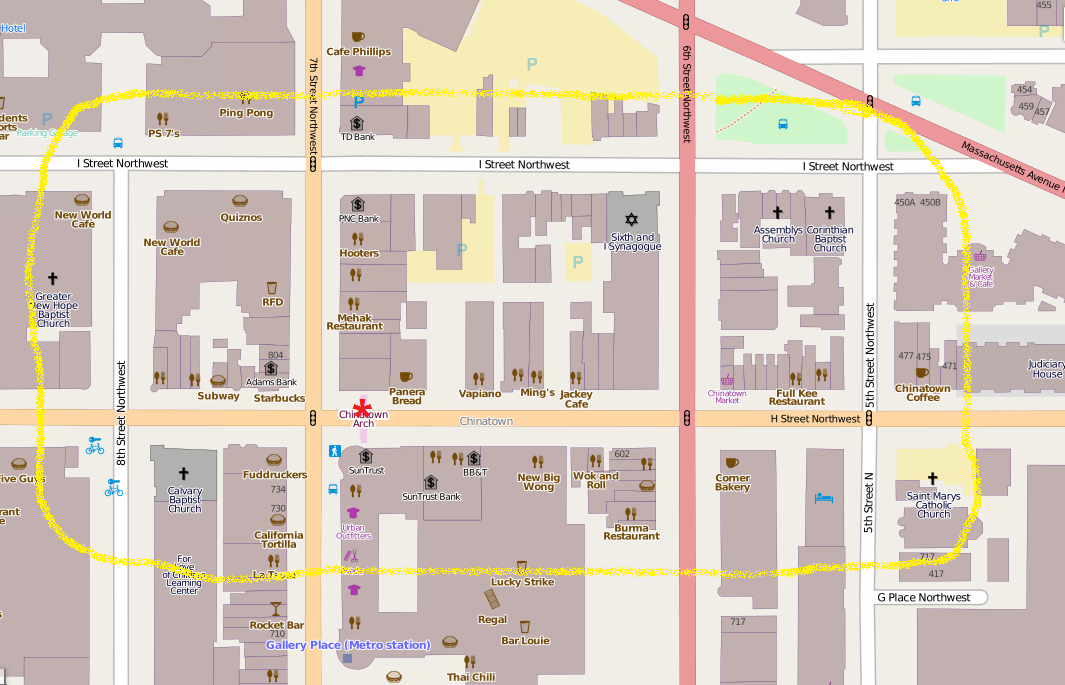
華盛頓特區的地圖，唐人街以黃色突出顯示

華府華埠，又稱華府唐人街，是一個小型且歷史悠久的的街區，位於美國華盛頓哥倫比亞特區的市區東側，有包括二十種中國料理、其他亞洲餐廳、與一些小生意。確切位置在華盛頓特區的西北區，沿著H街，5街和8街的街道之間。當地著名的活動是中國農曆新年節日、遊行、與友誼牌樓。历史上，该地区曾是数以千计的中国移民的家园，2017年已缩减至不足300人。1997年MCI中心落成，体育和娱乐场所的兴建已经使该地区绅士化。
附近的著名地標包括第一資本體育館，以及位于旧专利局大楼的史密森尼學會的美国艺术博物馆。

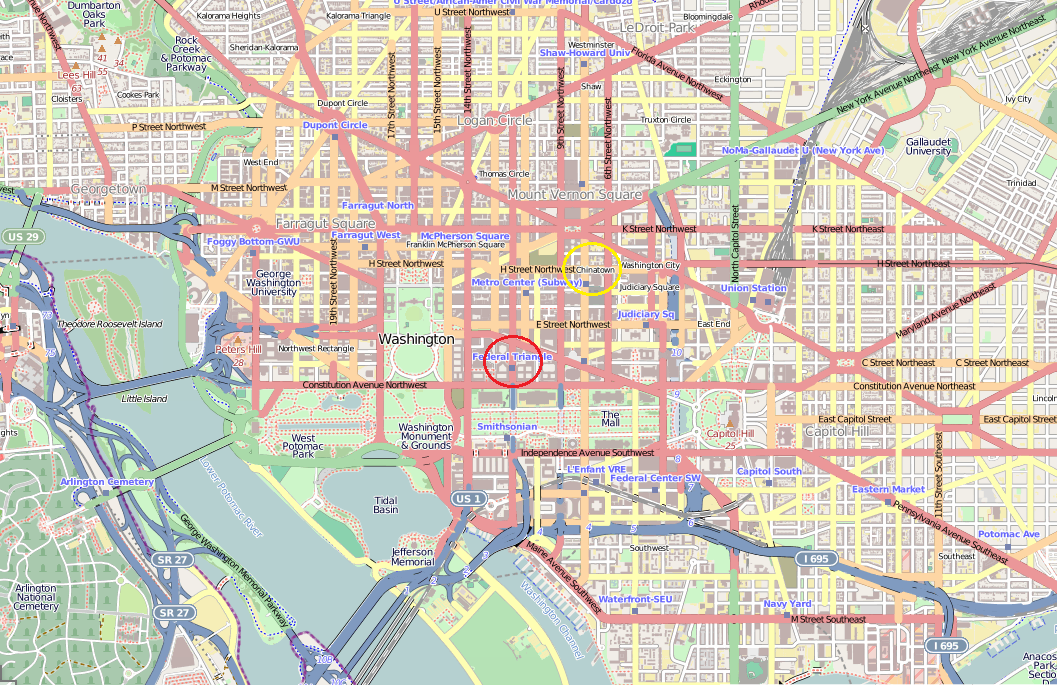
華盛頓特區的地圖，老唐人街標示為紅色，當前的唐人街以黃色突出顯示

## 歷史
1931年，由於美國聯邦政府計劃擴張特區建設案，使華埠搬離繁華的宾夕法尼亚大道來到現址。
1973年前後，特區政府研議興建艾森豪大會堂的華埠重建計畫，差點讓華埠得再度迫遷。
1986年，樹立起標誌著中國城的大門（牌坊）。
MCI中心于1997年竣工（2006年更名为威讯中心，2017年更名为第一資本體育館）。球馆建成后，《亚洲周刊》在2000年表示，该街区“几乎”不复存在。许多作家都将唐人街作为中产阶级化的例子。2015年，华盛顿邮报报道称，该区仅剩约300名华裔美国人。

## 交通
華盛頓地鐵画廊站，於1976年啟用。有兩個重要的地鐵巴士路線跨越7街與H街附近。

## 外部連結
- Lost in Transformation: Can a Tiny American Chinatown Survive Its Success? （页面存档备份，存于） Steven Knipp, Pacific News Service. 2005.
- Washington's Chinese Mafia Wars （页面存档备份，存于）

38°53′59″N 77°01′18″W / 38.8998°N 77.0217°W